# Eisenbahnunfall bei Krouna
Der Eisenbahnunfall bei Krouna am 24. Juni 1995 auf der Bahnstrecke Svitavy–Žďárec u Skutče bei Krouna im Bezirk Chrudim in Tschechien war der Frontalzusammenstoß eines Triebwagens mit einigen entlaufenen Güterwagen. 19 Personen starben.

## Ausgangslage
Die Strecke ist eingleisig und weist zwischen dem Bahnhof Čachnov und der Haltestelle Krouna zastávka ein Gefälle von bis zu 20 ‰ auf. Zugfunk existierte damals auf der Strecke noch nicht.
Im Bahnhof Čachnov befand sich ein Güterzug mit beladenen offenen Güterwagen und einem Dienstwagen für den Zugführer.
Von Krouna nach Čachnov war der Triebwagen 810.061 als Personenzug unterwegs. Im Zug befanden sich insgesamt 23 Personen, einschließlich des Zugpersonals.

## Unfallhergang
Beim Rangieren im Bahnhof Čachnov „entliefen“ drei Güterwagen und der Dienstwagen des Zuges in das Gefälle und erreichten dort eine Geschwindigkeit bis zu 100 km/h. Wegen des fehlenden Zugfunks konnte der Triebfahrzeugführer des sich nähernden Personenzuges nicht verständigt werden. Während die Güterwagen kurz vor dem Unfallort entgleisten und liegen blieben, rollte der Dienstwagen weiter und prallte nahe der Haltestelle Krouna zastávka frontal auf den Personenzug.

## Folgen
In dem fast vollständig zerstörten Triebwagen starben 18 Menschen, eine weitere Person nach der Bergung. Vier Personen wurden darüber hinaus schwer verletzt.
Im anschließenden Strafprozess gegen den Lokomotivführer und den Zugbegleiter des Güterzugs wurden beide wegen fahrlässiger und grober Verletzung der Vorschriften und ihrer Pflichten verurteilt, der Erstgenannte zu acht Jahren, der Zweitgenannte zu fünf Jahren Haft.
Zum Gedenken an den Unfall wurde 60 Meter vom Unfallort ein steinernes Denkmal aufgestellt. Auf der angebrachten Tafel sind alle Opfer verzeichnet.
Der Unfall beschleunigte die Einführung des Zugfunks bei dem Eisenbahnunternehmen České dráhy (ČD).